# Эмирнан
Эмирна́н (перс. امیرنان‎) — село на севере Ирана, в остане Альборз. Входит в состав шахрестана Талекан. Является частью дехестана (сельского округа) Паин-Талекан бахша Меркези.

## География
Село находится в северо-западной части Альборза, в горной местности южного Эльбурса, на расстоянии приблизительно 50 километров к северо-западу от Кереджа, административного центра провинции. Абсолютная высота — 2131 метр над уровнем моря.

## Население
По данным переписи 2006 года население села составляло 215 человек (102 мужчины и 113 женщин). В Эмирнане насчитывалось 77 семей. Уровень грамотности населения составлял 74,88 %. Уровень грамотности среди мужчин составлял 73,53 %, среди женщин — 76,11 %.